# Itatiaincola nanus
Itatiaincola nanus is een hooiwagen uit de familie Gonyleptidae.